# Skogsröjet
Skogsröjet är en festival som sedan 2005 genomförs varje sommar i Rejmyre, Finspångs kommun i Östergötland. Festivalen var från början en endagstillställning men från 2010 har Skogsröjet varit en tvådagarsfestival.

## Skogsröjet 2012
Festivalen 2012 genomfördes 10–11 augusti. Huvudartister första kvällen var Alice Cooper och Testament. Andra kvällen avslutades med Hardcore Superstar och Doro.

### Medverkande artister fredagen
| - Alice Cooper - Anvil - Bloodbound | - Bonfire - Days of Anger - Darosham | - Dorm Patrol - Eyes Wide Open - H.E.A.T. | - Junkstars - Kingdom Come - L.A. Guns | - NiteRain - Rawfish - Roxie 77 | - Saturdays Heroes - Sister - Testament |

### Medverkande artister lördagen
| - Atmosfear - Astral Doors - Badmouth - Black Mojo - De Van - Devilicious | - Doro - Engel - Entrance - Frontal Collision - The Gloria Story - Hardcore Superstar | - Michael Monroe - Märvel - Night - Nightingale - Nitrodive - Reckless Love | - Renegade Five - Sator - Sherlock Brothers - Sister Sin - Solitude - SuperCharger | - TLO - Ted Poley - Unisonic |

## Skogsröjet 2013
Skogsröjet 2013 gick av stapeln 26-27 juli, de först bokade banden är Arch Enemy och Faster Pussycat. Även Pretty Maids, Treat, Crazy Lixx, The Scams och Thundermother var klara för 2013 års festival.

### Uppträdande artister
| Fredag 26/7         |                    |  | Lördag 27/7               |                  |
| Rockklassiker Stage | Tube Stage         |  | Rockklassiker Stage       | Tube Stage       |
| ------------------- | ------------------ |  | ------------------------- | ---------------- |
| Supersonic          | Bad Poetry Band    |  | Refuel                    | Eaglestrike      |
| Thundermother       | Bulldog Mack       |  | Addiction For Destruction | 5th Avenue       |
| Toxic Rose          | Bohemian Lifestyle |  | M.ILL.ION                 | Grand Design     |
| Diamond Dawn        | The Scams          |  | The Unguided              | Year Of The Goat |
| Crucified Barbara   | Casablanca         |  | Crazy Lixx                | Witchcraft       |
| Treat               | Shotgun            |  | Faster Pussycat           | Chrashdiet       |
| Lordi               | Gilby Clarke       |  | Lizzy Borden              | The 69 Eyes      |
| Kreator             | Lita Ford          |  | Dark Tranquillity         | Pretty Maids     |
| Helloween           | Sister Sin         |  | Twisted Sister            | Lillasyster      |

## Skogsröjet 2014
Skogsröjet genomfördes 1 - 2 augusti.

### Annonserade band
Megadeth, Steel Panther, Hardcore Superstar, Black Star Riders, Unisonic, Michael Monroe, Gamma Ray, The Quireboys, Dergen, Pain, Chrashdiet, Dream Evil, Avatar, Alestorm, Fate, Långfinger, Skitarg, Supercharger, Million, Katana, July, Saffire, Sarea, Facebreaker, Tormented, Sideburn, Twins Crew, Close quarters, Dust Bowl Jokes, Reach, Black Oak, Superlunar.

## Skogsröjet 2015
Skogsröjet genomfördes 31 juli - 1 augusti. Detta var 10-årsjubileum för festivalen

### Uppträdande artister
| Fredag 31/7        |                   |  | Lördag 1/8     |                   |
| Bandit Stage       | Tube Stage        |  | Bandit Stage   | Tube Stage        |
| ------------------ | ----------------- |  | -------------- | ----------------- |
| In This Grey       | Khanister         |  | Beyond Visions | Honeymoon Disease |
| Mojo Madness       | Mean Streak       |  | Tyranex        | The Terrorhawks   |
| Jono               | Thundermother     |  | Hellshaker     | Refuel            |
| Silver             | Crucified Barbara |  | Fearless       | Imber             |
| FM                 | Electric Boys     |  | Bloodbound     | Besserbitch       |
| Heat               | Magnum            |  | Doro           | U.D.O             |
| Hardcore Superstar | Skid Row          |  | Dream Theater  | Queensrÿche       |
| Europe             |                   |  | Saxon          | Junkstars         |

## Skogsröjet 2016
Skogsröjet 2016 genomfördes 5 - 6 augusti.

### Uppträdande artister
| Fredag 5/8  |                    |  | Lördag 6/8                 |               |
| Bandit Scen | Tube Scen          |  | Bandit Scen                | Tube Scen     |
| ----------- | ------------------ |  | -------------------------- | ------------- |
| Nimmi Zwei  | Scarblade          |  | Solid Rust                 | Vanity Blvd   |
| Ztringtrosa | Haunted By Destiny |  | Cirkus Prütz               | Violet Janine |
| Sarea       | Skurk              |  | Saffire                    | Art Nation    |
| The Hooters | Doro               |  | The Night Flight Orchestra | Junkstars     |
| The 69 Eyes | The Dead Daisies   |  | Corroded                   | The Quireboys |
| Kamelot     | Mustasch           |  | Quiet Riot                 | Tarja         |
| WASP        | Hardcore Superstar |  | Helloween                  | Airbourne     |
|             |                    |  | Thin Lizzy                 | Lillasyster   |

## Skogsröjet 2017
Skogsröjet 2017 genomfördes 4 - 5 augusti. Det blev detta år publikrekord med cirka 7 000 besökare per festivaldag. Hardcore Superstar spelade för tionde året på Skogsröjet, vilket firades med fyrverkerier och specialgjorda glas från Reijmyre glasbruk. Festivalens öppettider var torsdag 17.00-24.00, fredag 11.00-02.00 och lördag 11.00-02.00.

### Uppträdande artister
Torsdag 3/8
Öppet hus med unplugged i öltältet med fri entré: Cirkus Prütz, Sator och Mike Tramp.
| Fredag 4/8        |                    |  | Lördag 5/8              |                    |
| Bandit Rock Stage | Crystal Rock Stage |  | Bandit Rock Stage       | Crystal Rock Stage |
| ----------------- | ------------------ |  | ----------------------- | ------------------ |
| Forever Still     | Narnia             |  | Three Dead Fingers      | The Last Band      |
| Smash Into Pieces | Loudness           |  | Apollo                  | Miss Behaviour     |
| Mike Tramp        | Sator              |  | Imperial State Electric | Pretty Maids       |
| Corroded          | Amaranthe          |  | Ugly Kid Joe            | Backyard Babies    |
| Last In Line      | Hardcore Superstar |  | Krokus                  | Blind Guardian     |
| Thunder           | D-A-D              |  | The Darkness            | Black Star Riders  |
| Yngwie Malmsteen  | Liv Sin            |  | Saxon                   | Sonata Arctica     |

## Skogsröjet 2018
Skogsröjet gick detta år av stapeln 3 - 4 augusti. Dee Snider, frontman i Twisted Sister var en av huvudakterna och avslutade fredagens Skogsröj.

### Uppträdande artister
- Alestorm
- Black Ink River
- Bullet
- Cirkus Prütz
- Cyhra
- Danko Jones
- Dee Snider
- Dirkschneider
- Dokken
- Dragonforce
- Engel
- Evergrey
- Freedom Call
- Hammerfall
- Kreator
- Lee Aron
- Lillasyster
- Mr. Big
- Oblivious
- Pretty Maids
- The Quireboys
- Reckless Love
- Robin Beck
- Steel Panther
- Streamline
- Supercharger
- Vojd
- Wildness